# Concile d'Astorga
Le concile d'Astorga est un concile tenu en 446 à Astorga (la cité romaine Asturica Augusta) dans le royaume suève au nord-ouest de l'Espagne. Astorga est aujourd'hui située en Castille-et-León.

## Histoire
Seul Idace a parlé de ce concile dans son Chronicon.
Ce que nous savons du concile ne repose que sur des suppositions. La lettre de Thuribe, évêque d'Astorga, au pape Léon Ier le Grand, laisse penser que le concile a été provoqué du fait du zèle de l'évêque à « découvrir » les priscilliannistes. Dans sa réponse, le pape l'encourage à persévérer dans son zèle.
Les exhortations du pape amenent la réunion de deux autres grands conciles espagnols, le concile de Tolède de 447, et le second, un peu plus tard, dans la province de Galice in municipo Celenensi. Ce second concile est hypothétique et aucun élément ne vient corroborer la réalité de son existence.